# Văn Phụng
Văn Phụng (tên đầy đủ: Nguyễn Văn Phụng, 1930 – 1999) là một trong những nhạc sĩ sáng tác ca khúc tiêu biểu của nền tân nhạc Việt Nam. Hoạt động nghệ thuật của ông tại Việt Nam trước sự kiện 30 tháng 4 năm 1975 trải dài từ trước năm 1954 trong thời kỳ của dòng nhạc tiền chiến. Trong vai tròn một nhạc sĩ hòa âm, Văn Phụng được xem như một trong những nhạc sĩ hòa âm xuất sắc của miền Nam Việt Nam.

## Cuộc đời
Ông sinh năm 1930, quê tại tỉnh Nam Định, trong một gia đình bốn anh em mà ông là thứ hai.
Thời nhỏ, ông cùng gia đình chuyển lên Hà Nội sinh sống. Ông là một học sinh xuất sắc tại trường. Ông theo bậc tiểu học tại trường Louis Pasteur, bậc trung học ở trường Albert Sarraut. Năm 16 tuổi, sau khi tốt nghiệp tú tài, Văn Phụng theo học ngành y thể theo ý muốn của cha ông nhưng chỉ được một năm là ông bỏ học để theo âm nhạc.

### Bước vào âm nhạc
Nhờ học dương cầm từ nhỏ lại thêm được sự chỉ dạy từ của hai giáo sư dương cầm là bà Perrier và bà Vượng, năm 15 tuổi Văn Phụng đã đoạt giải nhất độc tấu dương cầm trong cuộc tuyển lựa tại Nhà hát Lớn Hà Nội với nhạc phẩm "La Prière d'une vierge" ("Lời cầu nguyện của trinh nữ") của Tekla Bądarzewska-Baranowska.
Năm 1946, trong một lần chạy loạn về Nam Định, Văn Phụng trú tại nhà thờ Tứ Trùng ở chợ Cồn và gặp linh mục Mai Xuân Đình. Vị này đã chỉ dạy cho ông về âm nhạc và giáo lý.
Năm 1948, Văn Phụng quay về Hà Nội. Theo lệnh tổng động viên của Pháp, ông gia nhập Ban Quân nhạc Đệ tam tiểu đoàn danh dự. Chính ở đây, Văn Phụng đã quen với những người mà về sau cũng trở thành những nhạc sĩ nổi tiếng của miền Nam như Nhật Bằng, Đan Thọ, Nguyễn Hiền, Văn Khôi, Vũ Thành,... Thời gian đó, ông được nhạc trưởng người Pháp gốc Đức tên Schmetzer chỉ dẫn cho về hòa âm.

### Thành danh
Năm 1948 cũng là năm Văn Phụng sáng tác ca khúc đầu tay Ô mê ly trong một lần vui đùa ca hát cùng bạn bè trong ban Quân Nhạc. Ông thường trình diễn nhạc phẩm này tại những vũ trường ở Hà Nội. Bài hát đã được hoan nghênh đón nhận và kể từ đó tên tuổi Văn Phụng được giới yêu nhạc chú ý. Về sau Ô mê ly còn nổi tiếng cùng tiếng hát nhóm bạn thân của ông là ban hợp ca Thăng Long với Thái Thanh, Phạm Đình Chương. Những năm thập niên 2000, ca sĩ Ánh Tuyết cũng thường trình diễn nhạc phẩm này.
Cuối năm 1954, Văn Phụng di cư vào Nam và trở thành nhạc trưởng của Đài Phát thanh Quân đội thuộc Nha Chiến tranh Tâm lý Việt Nam Cộng hòa, đồng thời phụ trách chương trình ca nhạc trên Đài Phát thanh Sài Gòn.
Văn Phụng đã sáng tác trên sáu mươi ca khúc, trong số đó có rất nhiều nhạc phẩm đặc sắc như: Bức họa đồng quê, Trăng sơn cước, Yêu, Tôi đi giữa hoàng hôn, Mưa, Tiếng dương cầm, Giấc mộng viễn du, Tình,... Những bài như Suối tóc hay Mưa trên phím ngà là do ông viết riêng tặng ca sĩ Châu Hà.
Dù được xem như là một trong số các nhạc sĩ theo trường phái nhạc cổ điển Tây phương nhưng Văn Phụng cũng viết những bản nhạc âm hưởng dân ca như Trăng sáng vườn chè (phổ thơ Nguyễn Bính), Các anh đi (thơ Hoàng Trung Thông), Đêm buồn (lấy ý ca dao), Nhớ bến Đà Giang,...
Ông còn hòa âm cho nhiều băng đĩa nhạc và được xem như một trong những nhạc sĩ hòa âm xuất sắc nhất của Sài Gòn trước năm 1975 cùng với Nghiêm Phú Phi, Lê Văn Thiện và Y Vân.

### Lưu vong
Năm 1978, gia đình Văn Phụng vượt biển đến Malaysia. Sau 5 đến 6 tháng ở đây, gia đình ông qua định cư tại California, Hoa Kỳ.
Năm 1994, Trung tâm Thúy Nga thực hiện băng Paris By Night 27: Văn Phụng – Tiếng hát với cung đàn để vinh danh các tác phẩm của ông.
Ngày 17 tháng 12 năm 1999, ông qua đời do biến chứng của bệnh tiểu đường.

## Gia đình
Ông có hai người con gái là Nguyễn Thị Hà Châu (Tina Văn Phụng) và Nguyễn Thị Hồng Hoa với người vợ thứ hai là ca sĩ Châu Hà. Ngoài ra, ông còn có 5 người con với người vợ trước.

## Tác phẩm
- Ave Maria
- Ba người bạn (lời Việt)
- Ba chàng nhạc sĩ
- Bên lưng đèo
- Bên mái tranh hiền
- Bóng người đi[3]
- Bức họa đồng quê
- Ca khúc mừng Xuân
- Ca vang khúc yêu đời (lời Việt)
- Các anh đi
- Chán nản
- Chung thủy
- Có ai biết chăng
- Cùng đón mừng Xuân (Hát mừng xuân)
- Dịu dàng
- Điệp khúc thanh bình
- Đêm buồn
- Đôi bạn tâm tình[4]
- Đóa hồng nhung
- Em mới biết yêu đã biết sầu
- Kinh thành bừng nắng
- Khi hết tiền
- Ghé bến Sài Gòn[5]
- Giã từ đêm mưa
- Giang hồ
- Giấc mộng viễn du
- Gió chiều
- Hát lên nào
- Hình ảnh một đêm trăng
- Hết đêm nay mai sẽ hay
- Hương lúa chiều hôm[6]
- Hoài vọng
- Lãng tử
- Lối cũ
- Lời nhi nữ
- Mái tóc xanh
- Mộng hải hồ[7]
- Một lần cuối[8]
- Mưa
- Mưa rơi thánh thót
- Mưa trên phím ngà[6]
- Nắng đẹp đồng xanh
- Nhớ bến Đà Giang[9]
- Nỗi buồn
- Nỗi lòng chinh phụ[10]
- Ô! Mê ly[4]
- Sóng vàng trên vịnh Nha Trang[4]
- Suối tóc[11]
- Sương thu
- Quán cô liêu
- Quyết chiến thắng
- Ta vui ca vang[9]
- Tàn một đêm vui[12]
- Thu thanh bình
- Thuyền xưa bến cũ
- Tiếng dương cầm
- Tiếng hát đường xa[3]
- Tiếng hát tâm tình
- Tiếng hát với cung đàn
- Tiếng vang trên đồi
- Tiếng vọng chiều vàng
- Tình
- Tôi đi giữa hoàng hôn
- Trăng gió ngoài khơi[4]
- Trăng sáng vườn chè[13]
- Trăng sơn cước[4]
- Trong đêm vắng
- Trở về cố đô
- Trở về Huế
- Viết trên tà áo em
- Vó câu muôn dặm
- Vui bên ánh lửa[9]
- Vui đời nghệ sĩ
- Xuân họp mặt
- Xuân miền Nam
- Xuân thôn giã[14]
- Xuân về trên non sông Việt Nam
- Yêu